# Corallistes paratypus
Corallistes paratypus är en svampdjursart som beskrevs av van Soest och Stentoft 1988. Corallistes paratypus ingår i släktet Corallistes och familjen Corallistidae.
Artens utbredningsområde är havet kring Barbados. Inga underarter finns listade i Catalogue of Life.